# خسوس مارتینس
خسوس مارتینس (اسپانیایی: Jesús Martínez‎؛ زادهٔ ۷ ژوئن ۱۹۵۲) بازیکن فوتبال اهل مکزیک بود.
از باشگاه‌هایی که در آن بازی کرده‌است می‌توان به باشگاه فوتبال آمریکا اشاره کرد.
وی همچنین در تیم ملی فوتبال مکزیک بازی کرده‌است.